# مبانی فلسفه
کتاب مبانی فلسفه(یا الفبای فلسفه) نوشته نایجل واربرتون (Nigel Warburton) نویسنده کتاب‌های محبوب در رابطه با فلسفه است.